# ジャイアント・ボイド
ジャイアント・ボイド (Giant Void) とは、超空洞の1つである。AR-Lp 36とも呼ばれる。
ジャイアント・ボイドは、中心部が赤緯 13h 01m、赤経+38° 42′にある超空洞で、銀河の北半球 (NGH・Northern Galactic Hemisphere) に存在することから、NGHのジャイアント・ボイド(Giant Void in NGH)とも呼ばれる。1998年に発見された。中心部の赤方偏移の値は0.107であり、これは、地球からの見かけの距離が13億8000万光年、実際の距離が14億5000万光年であることを示している。
ジャイアントという名の通り、その直径は10億光年から13億光年(300 - 400Mpc)という巨大なものである。これは、特に巨大なスーパーボイドとして知られている直径5億光年のエリダヌス座スーパーボイド（ただしボイドかは不明）や3.7億光年の南ローカル・スーパーボイドなどの2倍以上の大きさを持つ。直径2億光年のおとめ座超銀河団や差し渡し5.5億光年のとけい座超銀河団ですらその中に収まる。しかし、そのジャイアント・ボイドに収まりきらない構造物もいくつか存在する。